# Sparta Kryvy Rih
Le HC Sparta Kryvy Rih (anciennement HC SMART Kryvy Rih) est un club de handball féminin basé à Kryvy Rih en Ukraine.

## Palmarès section féminine
compétitions internationales
- coupe Challenge :
  - huitième de finaliste en 2009

compétitions nationales
- championnat d'Ukraine (3) : 2009, 2010 et 2011

## Joueuses historiques
- Iulia Managarova
- Victoria Borchtchenko